# Fallout 2
Fallout 2 é um RPG de turnos lançado exclusivamente para PC dando continuação ao clássico Fallout, que foi primeiramente inspirado em outro jogo de PC conhecido como Wasteland. Foi desenvolvido pela Black Isle Studios e publicado pela Interplay Entertainment, em 1998, para Microsoft Windows e MacOS.
A história se passa no ano de 2241, 80 anos após o término do primeiro jogo, acompanhando o descendente do herói do primeiro jogo que encara a missão de encontrar o dispositivo G.E.C.K (Garden of Eden Creation Kit) e trazê-lo para a aldeia de Arroyo, que há anos sofre com secas, fome, doenças e outros graves problemas. O jogo se situa primariamente no que antes foram as regiões dos Estados Unidos da Califórnia e Nevada, que foram devastadas pela guerra nuclear.
O jogo trata de temas adultos como consumo de álcool, uso de drogas, violência e sexo.

## Jogabilidade
Fallout 2 é um jogo de RPG de mundo aberto onde o jogador tem a liberdade para se movimentar em qualquer direção, até que entre em combate, que então a perspectiva muda para a de um jogo de turnos, onde cada personagem possui um número de ações que podem ser realizadas, como: se mover, atirar, usar item e etc. Quando o jogador acaba de usar suas ações, seu turno acaba e começa o turno do inimigo, que também segue as mesmas regras baseadas no número de ações por turno.
O jogo consiste em interações com personagens não jogáveis e facções, viagens pelo mapa, combate com inimigos e exploração de locais.
Fallout 2 mantém o sistema S.P.E.C.I.A.L de atributos para a criação de personagens, que é um acrônimo para Strength(Força), Perception(Percepção), Endurance(Resistência), Charisma(Carisma), Intelligence(Inteligência), Agility(Agilidade) e Luck(Sorte).

## Facções
- Enclave
- Brotherhood of Steel
- Bishops
- Khans
- New California Rangers
- New California Republic
- Salvatores
- Shi
- Yakuza
- Raiders
- Nightkin
- Slaver's Guild
- Vault City

## Personagens Não-Jogáveis(NPCs)
No segundo jogo da série, há muito mais personagens não-jogáveis disponíveis, alguns deles estão listados abaixo.
| Nome           | Raça         | Localização                            | Habilidades                                                         |
| -------------- | ------------ | -------------------------------------- | ------------------------------------------------------------------- |
| Vic            | Humano       | The Den                                | Reparo, armas de energia, armas pequenas (Rifles e pistolas)        |
| Sulik          | Humano       | Klamath                                | Armas de luta, armas pequenas (SMGs)                                |
| Cassidy        | Humano       | Vault City                             | Armas pequenas (pistolas e rifles), armas de energia, armas de luta |
| Myron          | Humano       | New Reno (Stables)                     | Ciências e armas pistolas de energia                                |
| Lenny          | Necrótico    | Gecko                                  | Doutor                                                              |
| Marcus         | Supermutante | Broken Hills                           | Armas Grandes e armas de energia                                    |
| Goris          | Destroçador  | Vault 13                               | Luta corpo a corpo (não pode usar nenhuma arma ou armadura)         |
| SkyNet         | Robô         | Sierra Army Depot                      | Depende do cérebro                                                  |
| K-9            | Cão Robô     | Navarro                                | Luta corpo a corpo (não pode usar nenhuma arma ou armadura)         |
| Ciberdog       | Cachorro     | New California Republic                | Luta corpo a corpo (não pode usar nenhuma arma ou armadura)         |
| Dogmeat        | Cachorro     | Cafe of Broken Dreams                  | Luta corpo a corpo (não pode usar nenhuma arma ou armadura)         |
| Pariah Dog     | Cachorro     | Pariahs                                | Luta corpo a corpo (não pode usar nenhuma arma ou armadura)         |
| Miria          | Humana       | Modoc                                  | Luta corpo a corpo                                                  |
| Frank Horrigan | Supermutante | Plataforma de Petróleo Poseidon Energy | Armas de Energia, Armas Grandes                                     |
| Davin          | Humano       | Modoc                                  | Luta corpo a corpo                                                  |

## Recepção
O jogo foi um sucesso comercial, ficou nos primeiros lugares na lista de jogos de PC em sua primeira semana de lançamento.
Fallout 2 é considerado um dos melhores jogos de RPG já feitos, desde a época de seu lançamento. Recebeu altíssimas notas em sites de reviews, vários elogios de críticos e ainda é aclamado após mais de vinte anos de seu lançamento original.

O jogo é comumente citado como referência e base para qualquer jogo de RPG e é costumeiramente lembrado em rankings de melhores jogos de RPG de todos os tempos, juntamente com outros clássicos da mesma época como Baldur's Gate II: Shadows of Amn.